# Kristina Kiss
Kristina Suzanne Kiss (* 13. Februar 1981 in Ottawa) ist eine ehemalige kanadische Fußballspielerin.

## Karriere

### Vereine
Kiss begann für den in Kanata ansässigen Kanata Soccer Club bereits im Alter von sechs Jahren mit dem Fußballspielen. Im weiteren Verlauf spielte sie in Nepean für den im Vorort von Ottawa ansässigen Nepean United Spirit bis ins Jahr 2000; 1998 gewann sie mit der Mannschaft die Jubilee-Trophy.
Nach ihrem Abschluss an der High School begab sie sich an die Carleton University in Ottawa. Während ihrer Studienzeit spielte sie von 2000 bis 2002 für Ottawa Fury in der USL W-League, der zweithöchsten Spielklasse im US-amerikanischen Frauenfußball.
Nach Norwegen gelangt, gehörte sie dem IF Fløya in den Spielzeiten 2003 und 2004 an für den sie während ihrer Zugehörigkeit 32 Punktspiele in der Toppserien, der höchsten Spielklasse im norwegischen Frauenfußball, bestritt. Ihr Debüt gab sie am 26. April 2003 bei der 0:3-Niederlage im Auswärtsspiel gegen den Kolbotn IL. Gegen diese Mannschaft erzielte sie am 6. Juli 2003 bei der 1:2-Niederlage im Heimspiel mit dem Treffer in der 22. Minute ihr erstes von insgesamt drei Toren. Des Weiteren kam sie in zwei Pokalspielen zum Einsatz.
Von 6. Mai bis zum 25. Juni 2006 war sie für den Amazon Grimstad FK in dieser Spielklasse in acht Punktspielen aktiv, bevor sie während der Spielzeit zum IF Fløya zurückkehrte und vom 8. August bis zum 9. September 2006 noch einmal fünf Punktspiele bestritt.

### Nationalmannschaft
Kiss bestritt 75 Länderspiele für die A-Nationalmannschaft – von denen sie bis ins Jahr 2001 13 in Folge bestritt – und debütierte am 12. März 2000 im portugiesischen Lagos bei der 0:4-Niederlage im ersten Spiel der Gruppe B im Turnier um den Algarve-Cup. Ihr erstes A-Länderspieltor gelang ihr am 31. Mai 2000 in Canberra beim 2:1-Sieg über die A-Nationalmannschaft Neuseelands im ersten Turnierspiel um den Women Pacific Cup.
Im selben Jahr nahm sie mit ihrer Mannschaft auch am Turnier um die CONCACAF W Championship teil und belegte mit ihr den vierten Platz. Zwei Jahre später gelang der Einzug ins Finale, das jedoch mit 1:2 durch Golden Goal gegen die US-amerikanische Nationalmannschaft verloren wurde.
Im Jahr 2001 nahm sie mit der Nationalmannschaft das zweite Mal am Turnier um den Algarve-Cup teil, das als Vierter abgeschlossen wurde; im Jahr 2003 wurde das Turnier auf Platz 7 abgeschlossen.
Sie nahm zweimal am Fußballturnier im Rahmen der Panamerikanischen Spiele teil, schloss das Turnier 2003 in Santo Domingo als unterlegener Finalist (1:2 gegen die Nationalmannschaft Brasiliens), 2007 in Rio de Janeiro als Sieger aus dem Spiel um Platz 3 (2:1 gegen die Nationalmannschaft Mexikos) ab. Sie gehörte auch dem Kader für die Weltmeisterschaft 2003 und dem Kader für die Weltmeisterschaft 2007 an. Bei ihrer ersten Teilnahme wurde sie in allen drei Spielen der Gruppe C sowie in drei Spielen der Finalrunde eingesetzt, die mit Platz 4 abgeschlossen wurde. Bei ihrer zweiten Teilnahme wurde sie in den ersten beiden Spielen der Gruppe C eingesetzt; sie schied mit ihrer Mannschaft als Gruppendritter vorzeitig aus dem Turnier aus.
Sie gehörte der Nationalmannschaft an, die das Premierenturnier um den Zypern-Cup 2008 am 12. März in Nikosia mit 2:1 gegen die US-amerikanische U20-Nationalmannschaft gewann.
Nachdem sie sich mit ihrer Mannschaft für das Olympisches Fußballturnier 2008 in Peking qualifiziert hatte, gehörte sie der Olympiamannschaft als Spielerin auf Abruf an. Ihre Mannschaft schied als Dritter der Gruppe E vorzeitig aus dem Turnier aus.
Ihr letztes Länderspiel am 27. Juli 2008 in Singapur beim 8:0-Sieg im Freundschaftsspiel gegen die Nationalmannschaft Singapurs krönte sie zugleich mit ihrem letzten Tor, dem Treffer zum 6:0 in der 73. Minute.

## Erfolge
- Vierter Weltmeisterschaft 2003
- Zypern-Cup-Sieger 2008
- Finalist Panamerikanische Spiele 2003, Dritter 2007,
- CONCACAF W Championship-Finalist 2002, 2006, -Vierter 2000
- Vierter Algarve-Cup 2001, Fünfter 2000
- Jubilee-Trophy-Sieger 1998 (mit Nepean United Spirit)

## Auszeichnung
- Aufnahme in die Ottawa Sports Hall of Fame 2015[8]
- Fußballspielerin der Saison 2008 in Ottawa

## Sonstiges
- Sie war die neunte Fußballspielerin, die ihr 50. (11. Oktober 2003) und die elfte die ihr 75. Länderspiel (27. Juli 2008) für Kanada bestritt.
- Im Jahr 2011 erwarb sie die B-Trainerlizenz.
- Im Februar 2012 wurde der „Kristina Kiss Park and Soccer Field“ in Kanata von der Stadt Ottawa nach ihr benannt.